# Stołupianka
Stołupianka – przysiółek w Polsce położony w województwie podlaskim, w powiecie suwalskim, w gminie Wiżajny.
W latach 1975–1998 miejscowość administracyjnie należała do województwa suwalskiego.